# Ronde van Catalonië 2010
De 90e editie van de Ronde van Catalonië (Catalaans: Volta a Catalunya) werd van 22 tot en met 28 maart verreden in de autonome regio Catalonië in Spanje. De Ronde van Catalonië was in 2010 een van de zestien koersen van de ProTour en maakte daarmee deel uit van de UCI Wereldkalender.
Joaquim Rodriguez schreef deze editie van de Ronde van Catalonië op zijn naam. De Catalaan, rijdend voor Team Katjoesja, bleef ook na de zevende etappe zijn landgenoot Xavier Tondo en de Est Rein Taaramäe voor in het eindklassement. De slotetappe van Sant Cugat del Valles naar het raceciruit bij Barcelona leverde een zege op voor de Argentijnse sprinter Juan José Haedo. Hij versloeg de Duitser Robert Förster en de Ier Nicolas Roche.
Rodriguez was voorheen actief als knecht van Alejandro Valverde, maar vertrok eind 2009 naar Katjoesja. "Koersen in Catalonië motiveert me altijd extra, omdat ik hier in de buurt woon", zei Rodriguez na afloop. Michel Kreder was de beste Nederlander in de ronde. De 22-jarige renner van Garmin, die als 24e eindigde in de afsluitende etappe, reed in veel ritten vooraan mee. In het eindklassement bezette de bij de Rabobank opgeleide coureur de zevende plaats, op 1 minuut en 21 seconden van Rodriguez.

## Startlijst
Naast de achttien ProTour-teams namen ook de continentale teams Andalucía-CajaSur, Cervélo TestTeam, Cofidis en Xacobeo-Galicia deel. Elke ploeg verscheen met acht renners aan de start.
| 18 UCI ProTour-ploegen | 18 UCI ProTour-ploegen | 18 UCI ProTour-ploegen | 4 wildcards                 |
| ---------------------- | ---------------------- | ---------------------- | --------------------------- |
| AG2R-La Mondiale       | Garmin-Transitions     | Team HTC-Columbia      | Andalucía-CajaSur           |
| Astana                 | Lampre-Farnese Vini    | Team Katjoesja         | Cervélo TestTeam            |
| Caisse d'Epargne       | Liquigas-Doimo         | Team Milram            | Cofidis, le crédit en ligne |
| Euskaltel-Euskadi      | Omega Pharma-Lotto     | Team RadioShack        | Xacobeo-Galicia             |
| Footon-Servetto-Fuji   | Quick Step             | Team Saxo Bank         |                             |
| Française des Jeux     | Rabobank               | Team Sky               |                             |

## Etappeoverzicht
| etappe       | datum    | start                 | finish               | afstand     | winnaar          | klassementsleider |
| ------------ | -------- | --------------------- | -------------------- | ----------- | ---------------- | ----------------- |
| 1e (proloog) | 22 maart | Lloret de Mar         | Lloret de Mar        | 3,6 km (IT) | Paul Voss        | Paul Voss         |
| 2e           | 23 maart | Salt                  | Banyoles             | 182,6 km    | Mark Cavendish   | Paul Voss         |
| 3e           | 24 maart | La Vall d'en Bas      | La Seu d'Urgell      | 185,9 km    | Xavier Tondó     | Joaquím Rodríguez |
| 4e           | 25 maart | Oliana                | Ascó                 | 209,7 km    | Jens Voigt       | Joaquím Rodríguez |
| 5e           | 26 maart | Ascó                  | Cabacés              | 181,2 km    | Davide Malacarne | Joaquím Rodríguez |
| 6e           | 27 maart | El Vendrell           | Barcelona            | 161,9 km    | Samuel Dumoulin  | Joaquím Rodríguez |
| 7e           | 28 maart | Sant Cugat del Vallès | Circuit de Catalunya | 117,8 km    | Juan José Haedo  | Joaquím Rodríguez |

## Eindklassementen

### Algemeen klassement
| Plaats | Naam              | Ploeg                   | Tijd      |
| ------ | ----------------- | ----------------------- | --------- |
|        | Joaquim Rodríguez | Team Katjoesja          | 25u16'03" |
| 2      | Xavier Tondó      | Cervélo TestTeam        | + 10"     |
| 3      | Rein Taaramäe     | Cofidis                 | + 43"     |
| 4      | Luis León Sánchez | Caisse d'Epargne        | + 45"     |
| 5      | Nicolas Roche     | AG2R-La Mondiale        | + 1' 20"  |
| 6      | Ryder Hesjedal    | Team Garmin-Transitions | z.t.      |
| 7      | Michel Kreder     | Team Garmin-Transitions | + 1' 21"  |
| 8      | Roman Kreuziger   | Liquigas-Doimo          | + 1' 22"  |
| 9      | Janez Brajkovič   | Team RadioShack         | + 1' 25"  |
| 10     | Rémy Di Gregorio  | La Française des Jeux   | + 1' 26"  |

### Bergklassement
| Plaats    | Naam                      | Ploeg                 | Punten |
| --------- | ------------------------- | --------------------- | ------ |
| Rode trui | David Gutiérrez Gutiérrez | Footon-Servetto       | 46     |
| 2         | Javier Ramírez            | Andalucía-CajaSur     | 38     |
| 3         | Jérémy Roy                | La Française des Jeux | 27     |

### Sprintklassement
| Plaats     | Naam                 | Ploeg              | Punten |
| ---------- | -------------------- | ------------------ | ------ |
| Witte trui | Jonathan Castroviejo | Euskaltel-Euskadi  | 15     |
| 2          | Javier Ramírez       | Andalucía-CajaSur  | 7      |
| 3          | Jan Bakelants        | Omega Pharma-Lotto | 6      |

### Ploegenklassement
| Plaats | Ploeg                 | Tijd      |
| ------ | --------------------- | --------- |
|        | Team Katjoesja        | 75u52'44" |
| 2      | La Française des Jeux | + 23"     |
| 3      | Garmin-Transitions    | + 47"     |

1911 · 1912 · 1913 · 1914-1919 · 1920 · 1921-1922 · 1923 · 1924 · 1925 · 1926 · 1927 · 1928 · 1929 · 1930 · 1931 · 1932 · 1933 · 1934 · 1935 · 1936 · 1937 · 1938 · 1939 · 1940 · 1941 · 1942 · 1943 · 1944 · 1945 · 1946 · 1947 · 1948 · 1949 · 1950 · 1951 · 1952 · 1953 · 1954 · 1955 · 1956 · 1957 · 1958 · 1959 · 1960 · 1961 · 1962 · 1963 · 1964 · 1965 · 1966 · 1967 · 1968 · 1969 · 1970 · 1971 · 1972 · 1973 · 1974 · 1975 · 1976 · 1977 · 1978 · 1979 · 1980 · 1981 · 1982 · 1983 · 1984 · 1985 · 1986 · 1987 · 1988 · 1989 · 1990 · 1991 · 1992 · 1993 · 1994 · 1995 · 1996 · 1997 · 1998 · 1999 · 2000 · 2001 · 2002 · 2003 · 2004 · 2005 · 2006 · 2007 · 2008 · 2009 · 2010 · 2011 · 2012 · 2013 · 2014 · 2015 · 2016 · 2017 · 2018 · 2019 · 2020 · 2021 · 2022 · 2023 · 2024
 Tour Down Under · 
 Ronde van Catalonië · 
 Gent-Wevelgem · 
 Ronde van Vlaanderen · 
 Ronde van het Baskenland · 
 Amstel Gold Race · 
 Ronde van Romandië · 
 Dauphiné · 
 Ronde van Zwitserland · 
 Clásica San Sebastián · 
 Ronde van Polen · 
 Vattenfall Cyclassics · 
 GP Ouest France-Plouay · 
  Eneco Tour · 
 Grote Prijs van Quebec · 
 Grote Prijs van Montreal